# Jacques Aumont
Jacques Aumont (Aviñón, 25 de febrero de 1942) es un teórico y crítico de cine francés.
A pesar de ser ingeniero, Aumont comenzó a contribuir en la revista Cahiers du Cinéma hacia fines de la década del 60 hasta 1974.
Fue profesor en la Escuela de Estudios Superiores en Ciencias Sociales y en la Universidad de Lyon, actualmente enseña en la Escuela de Bellas Artes de París.

## Obra

### En español
- Estética del cine, Ediciones Paidós, 1985.
- Análisis del film, Ediciones Paidós, 1990.
- La imagen, Ediciones Paidós, 1992.
- El rostro en el cine, Ediciones Paidós, 1997.
- Las teorías de los cineastas, Ediciones Paidós, 2004.
- "Materia de imágenes, redux", Shangrila, 2014.
- "Límites de la ficción", Shangrila, 2016.

### En francés
- Montage Eisenstein, Paris, Albatros, 1979, reed. 2005.
- L’Œil interminable, Paris, Librairie Séguier, 1989, reed. 1995.
- L’Image, Paris, Nathan, 1990 ; Armand Colin, 2011
- Du visage au cinéma, Paris, Éd. de l'Étoile, 1992.
- Introduction à la couleur : des discours aux images, Paris, Armand Colin, 1994.
- Vampyr, collection Long métrage, editorial Yellow Now, 1993.
- À quoi pensent les films, Séguier, 1997.
- De l’esthétique au présent, Bruxelles-Paris, De Boeck et Larcier, 1998.
- Amnésies. Fictions du cinéma d’après Jean-Luc Godard, POL, 1999.
- Les Théories des cinéastes,, Nathan, 2002.
- Le Septième Art. Le cinéma parmi les arts, Léo Scheer, 2003
- Les Voyages du spectateur, Léo Scheer, 2004
- Ingmar Bergman, mes films sont l’explication de mes images, Paris, Cahiers du cinéma, 2004.
- Matières d'images, editorial Images Modernes, 2005.
- Le Cinéma et la mise en scène, Nathan, 2006.
- Moderne?, Paris, Cahiers du cinéma, 2007.
- L'’Œil interminable La Différence, col. "Les Essais", 2008
- Matière d'images, redux La Différence, 2009
- Notre-Dame des Turcs, Carmelo Bene, Aléas, 2010
- L'attrait de la lumière, editorial Yellow Now, 2010
- Le montreur d'ombre, Paris, Vrin, 2012.